# オリバー・ツイスト
『オリヴァー・ツイスト』（英: Oliver Twist、『オリバー・ツイスト』）は、チャールズ・ディケンズの長編小説。1837年から1839年まで「ベントリーズ・ミセラニー」に24回にわたって月刊分載、連載が完結する直前の1838年11月に3巻本として刊行。ディケンズは後に、これに手を入れた改訂版を出している。孤児オリヴァーが様々な困苦にもめげずに立派に成長するまでを描く。ディケンズの出世作である。

## あらすじ
イギリスのある地方都市で、生き倒れになっていた若い女が救貧院に運ばれ、男の子を出産して間もなく死亡する。オリヴァー・ツイストと名付けられた孤児は、ここを管理する教区吏のバンブルからほかの孤児たちと同じように非人間的な扱いを受ける。ある日オリヴァーは、クジ引きでおかゆの「お代わりを下さい」と言ったために役人から危険視され、町のサワベリー氏の葬儀屋に売られる。ここでも徒弟のノア達からのいじめに耐え兼ね、夜逃げしてロンドンへ向かう。
ロンドンを放浪するうちに可愛い犬を頭とする窃盗団に無理矢理取り込まれたオリヴァーは、盗みをするよう仕込まれていく。ある日、仲間の少年たちと一緒に街中に出ているときに、仲間が書店で本を読む紳士の持ち物をすり、ただちに逃げた。見ているだけだったが逃げ遅れ、犯人と間違われて捕らえられたオリヴァーは、書店主の証言によって釈放され、スリの被害にあった紳士のブラウンロー氏に引き取られる。この温かい一家でオリヴァーは幸福感に浸るが、フェイギンはオリヴァーから一味に危険が及ぶことを懸念し、お使いに出た彼を再び捕らえる。その後、フェイギンの仲間ビル・サイクスとともに盗みへ出かけることになったオリヴァーは、盗みに入る家に侵入する際に家人に気付かれて負傷し置き去りにされる。彼はその家の女主人メイリー夫人と養女のローズに介抱される。
一方、そのころモンクスという男が、オリヴァーに不利な情報をもってフェイギンに接近し、オリヴァーを悪に染めることを条件に多額の謝礼を約束する。オリヴァーに同情していたサイクスの情婦ナンシーは、オリヴァーをこの状況から助けようとローズに一味の巣窟を教えるが、それがためにサイクスに惨殺される。これが元で一味には警察が入り、フェイギンは捕らえられ絞首刑となり、サイクスは逃走の末事故死する。そして、モンクスはオリヴァーの異母兄で、私生児である弟を悪の道へ追いやって父の遺産を独り占めしようと画策していたこと、ローズはオリヴァーの母の妹で、オリヴァーとモンクスの父はブラウンロー氏の親友だったことが発覚する。かくしてオリヴァーは紳士ブラウンロー氏とともに幸せに暮らすことになった。

## 主な登場人物
オリヴァー・ツイスト
主人公。養育院で生まれ、すぐに母親が死亡。純粋な心を持った孤児。常に感謝の心を忘れることなく生きる。9歳のころ移された救貧院を抜け出しロンドンへ逃亡するが、フェイギン率いる窃盗団に捕まる。その後、紆余曲折を経て紳士のブラウンロー氏の元で幸せな生活を送る。その出生には大きな秘密があった。
バンブル
教区吏。孤児たちをコントロールするためなら暴力も辞さない。オリヴァーに対しても虐待を加える。オリヴァーが救貧院で起こした問題をきっかけに、彼に強い敵意を抱くようになる。その後、物語中盤のある出来事がきっかけで転落人生を歩むことになる。
ノア・クレイポール
サワベリー氏に仕える徒弟の少年。両親はいるようだが、慈善院で育てられていた。性格は怠惰で意地悪。自分より悲惨な境遇のオリヴァーを苛めて愉しんでいた。しかし、オリヴァーがサワベリー氏に重用されるようになると、彼の母親を口汚く罵り、彼を激怒させた挙句サワベリー氏らに讒言して追い落とす。物語終盤に再登場し、小悪党として立ち回る。
サワベリー氏
葬儀屋を営む気弱な老人。救貧院からオリヴァーを引き取る。清楚で悲しげな表情をしたオリヴァーを葬儀のお供係に抜擢するが、もう一人の徒弟であるノア・クレイポールの反感を買ってしまう。ノアとオリヴァーの喧嘩の仲裁に入った際、サワベリー夫人とノアに言いくるめられ、やむなくオリヴァーに対して鞭を振るう。
フェイギン
窃盗団の頭であるユダヤ人。少年を集めて窃盗の訓練をさせる。用心深く生活していたが、ナンシーの死をきっかけに警察に捕まり、裁判で絞首刑が確定。悲劇の悪党。
ビル・サイクス
フェイギンの仲間。登場時35歳。フェイギンよりも血の気が多く、悪事を密告しようとしたナンシーを容赦なく撲殺する。警察に追われて逃げようとするも、ロープを使い屋根から降下している最中にロープが首に絡まって事故死（ミュージカル映画作品では、警察にピストルで射殺される死に方だった）。
ジャック・ドーキンズ
通称ドジャー。フェイギン配下のスリ少年。ロンドンへ逃げてきたオリヴァーに近付きフェイギンの巣窟へ案内する。面倒見が良い。
ナンシー
サイクスの情婦。オリヴァーよりも幼いころからサイクスに仕える。口は悪いが、性根は素直で心優しい女性。オリヴァーの身を案じ、ブラウンロー氏にフェイギンとサイクスの悪事を密告。そのせいでサイクスに撲殺されてしまう。
ブラウンロー
ペントンヴィルに住む紳士。オリヴァーを自宅に入れ介抱する。性格は温厚でリベラルだが、ときどき短気になる。オリヴァーを引き取り教育を施す。
グリムウィグ
ブラウンローの友人である初老の紳士。「僕は自分の頭を食う」が口癖の変人。あまのじゃくな性格で、オリヴァーに対して好感を抱いたにも拘らず、友のブラウンローも同じく彼に好感を抱いているという理由から、彼のことをわざと悪く言っている。終盤ではオリヴァーとも打ち解ける。
モンクス
オリヴァーと何らかの深い因縁を持ち、陰惨な過去を持つ26歳前後の青年。その因縁と過去のためにオリヴァーを激しく敵視し、フェイギンやバンブルらと接触し、オリヴァーを破滅させるべく暗躍している。陰惨な過去のせいか精神に疾患を抱えており、雷鳴などのふとしたきっかけで自傷行為などの強い発作が時折起こる。性格は情緒不安定で小心者。
コーニー夫人
オリバーが生まれた救貧院の婦長。夫はすでに他界。物語後半頃に教区吏のバンブルと再婚。とある事件をきっかけにこの物語の核心と関わるようになる。気性激しく、自分より目下の者には徹底して強圧的な人物。
ローズ・メイリー
メイリー家に侵入し負傷したオリヴァーを介抱した女性。登場時16歳。メイリー夫人の養女だが、その出生の不確かさから恋仲である夫人の息子ハリーの求婚を断ってしまう。オリヴァーの身を案じてブラウンロー氏と結託し、ナンシーから盗賊一味の悪事を情報を聴き出し、彼女に悪事から足を洗うように説得する。

## 作品解説
話の筋に不自然さが顕著に見られ、主人公であるはずのオリヴァーに特色がなく話に流されていくだけ、などといった欠点があるが、サフロン・ヒルでの泥棒生活といった下層階級の描写はこの作家の得意とするところであり、読者に好意を持って迎えられた。この点、ピカレスク小説の影響も重要である。
テーマとしては、イギリスの新救貧法に対する批判が重要視される。1834年に改正された救貧法は下層階級の反発を招き、作品中のマン夫人やバンブルなどは、下層階級を酷使する中層階級の典型的な例である。しかしディケンズが本質的に批判したのは、制度に従う人物ではなく、その背後にある制度そのものであった。ディケンズの特色として善と悪の区別がはっきりしていることが挙げられるが、この小説では善はオリバー、つまり下層階級の人々で、悪は社会制度と、それを認めている社会風潮であった。この小説の中で、オリヴァーが「もう少し下さい」と粥のお代わりを請う場面が最も有名で、かつ象徴的でもある。
狡猾な盗品売買屋である悪党フェイギンの描かれ方が『ヴェニスの商人』のシャイロックのように偏見に満ちたユダヤ人像で差別的であると批判されてきた。これを受けて、原作では純然とした悪党であるフェイギンが、映像化作品では時代が進むと共に「善良さを併せ持った悪党」に変化していることが多い。

## 翻案
- 快楽亭ブラック口演『孤兒　英國實話』今村次郎筆録、金桜堂、1896年7月29日。NDLJP:891462。

## 日本語訳
- 馬場孤蝶訳 『オリヴァー・ツゥイスト』（1939年、改造社〈世界大衆文学名作選集 第17巻〉）[1]
- 松本恵子訳 『オリバーの冒険』（1948年、国民図書刊行会／1951年、三十書房〈新児童文庫〉／1963年、小学館〈少年少女世界名作文学全集〉）
- 持丸良雄訳 『オリバーの冒険』（1951年、偕成社／1964年、改訂新版1982年、偕成社〈少年少女世界の名作〉）
- 鷺巣尚訳 『オリヴァー・ツゥイスト』（1953年、角川文庫）
- 中村能三訳 『オリヴァ・ツィスト』（1955年、改版2005年、新潮文庫 上・下）
- 本多季子訳 『オリヴァ・ツウィスト』（1956年、改版1989年、岩波文庫 上・下）
- 北川悌二訳 『オリバー・ツイスト』（1968年、三笠書房／改版2006年、角川文庫 上・下）
- 小池滋訳 『オリヴァー・トゥイスト』

（1970年、講談社〈世界文学全集 13〉／1971年、講談社文庫／1977年、学習研究社〈世界文学全集9〉／1990年、ちくま文庫 上・下）初版本を底本に完訳
- 加賀山卓朗訳 『オリヴァー・ツイスト』（2017年、新潮文庫）、新訳版
- 山本史郎・斎藤兆史訳 『オリバー・ツイスト』（2019年、偕成社 上・下）
- 唐戸信嘉訳 『オリバー・ツイスト』（2020年、光文社古典新訳文庫）

## 漫画化作品
- 竹山のぼる 『オリバーの冒険』（1953年、曙出版〈世界名作漫画文庫〉）[2]
- 南義郎 『オリバーの冒険』（1953年、集英社〈おもしろ漫画文庫〉）[3]
- 古城武司 『オリバー！』（1968年、講談社〈なかよし〉6月号付録）[4]

## 舞台化・映像化作品
- オリバー・トゥイスト（1922年、アメリカ映画。フランク・ロイド監督）
- オリヴァ・ツイスト（1948年、イギリス映画。デイヴィッド・リーン監督）
- オリバー!（1960年、Lionel Bartによるミュージカル）
- オリバー!（1968年、イギリス、アメリカ映画。同名のミュージカルを映画化。アカデミー賞で6部門受賞。キャロル・リード監督）
- オリバー ニューヨーク子猫ものがたり（1988年、アメリカのアニメーション映画。ディズニー制作。ジョージ・スクリブナー監督）
- オリバー・ツイスト（1999年、イギリス・BBC制作のテレビドラマ、ガレス・ディビス監督）
- オリバー・ツイスト（2005年、イギリス映画。ロマン・ポランスキー監督）
- オリバー・ツイスト リニューアル・バージョン（2007年、イギリス・BBC制作のテレビドラマ。コーキー・ドロイエツ監督）
- スティーラーズ (2021年、スカiイシネマ配給の映画。現代を舞台にした翻案)